# Kino (programari)
Kino és un editor de vídeo digital gratuït, basat en GTK+. Kino pot importar arxius AVI i DV. També pot capturar vídeos de càmeras digitals amb les programoteques raw1394 i dv1394, i exportar vídeos a altres càmeras amb les programoteques ieee1394 o video1394.